# Comuna Putineiu, Giurgiu
Putineiu este o comună în județul Giurgiu, Muntenia, România, formată din satele Hodivoaia, Putineiu (reședința) și Vieru.

## Geografie
Comuna Putineiu ocupă o suprafață de 77,83 km², și se afla în partea de sud a județului, în Câmpia Burnazului, având o rețeaua hidrografică permanentă asigurată de „Pârâul ce vine de la Putineiu”. Este străbătută de șoseaua județeană DJ504, care o leagă spre est de Giurgiu (unde se termină în DN5B), și spre vest de Gogoșari și mai departe în județul Teleorman de Mârzănești, Alexandria (unde se intersectează cu DN6 și DN6F), Orbeasca, Olteni, Trivalea-Moșteni, Tătărăștii de Jos, Tătărăștii de Sus și mai departe în județul Argeș de Popești, Izvoru, Recea și Buzoești (unde se termină în DN65A). Din acest drum, la Vieru se ramifică șoseaua județeană DJ504A, care deservește comuna Gogoșari.

## Demografie
Componența etnică a comunei Putineiu
     Români (90,13%)
     Romi (2,54%)
     Alte etnii (7,33%)
Componența confesională a comunei Putineiu
     Ortodocși (91,92%)
     Alte religii (0,7%)
     Necunoscută (7,38%)
Conform recensământului efectuat în 2021, populația comunei Putineiu se ridică la 2.128 de locuitori, în scădere față de recensământul anterior din 2011, când fuseseră înregistrați 2.486 de locuitori. Majoritatea locuitorilor sunt români (90,13%), cu o minoritate de romi (2,54%). Din punct de vedere confesional, majoritatea locuitorilor sunt ortodocși (91,92%), iar pentru 7,38% nu se cunoaște apartenența confesională.

## Politică și administrație
Comuna Putineiu este administrată de un primar și un consiliu local compus din 11 consilieri. Primarul, Gheorghe Breazu[*], de la Partidul Național Liberal, este în funcție din 2012. Începând cu alegerile locale din 2024, consiliul local are următoarea componență pe partide politice:
|  | Partid                    | Consilieri | Componența Consiliului | Componența Consiliului | Componența Consiliului | Componența Consiliului | Componența Consiliului | Componența Consiliului | Componența Consiliului |
|  | ------------------------- | ---------- | ---------------------- | ---------------------- | ---------------------- | ---------------------- | ---------------------- | ---------------------- | ---------------------- |
|  | Partidul Național Liberal | 7          |                        |                        |                        |                        |                        |                        |                        |
|  | Partidul Social Democrat  | 4          |                        |                        |                        |                        |                        |                        |                        |

## Istorie
La sfârșitul secolului al XIX-lea, comuna făcea parte din plasa Marginea a județului Vlașca și era formată doar din satul de reședință, având 1346 de locuitori. Existau în comună o biserică ridicată de Hagi Iordan în 1831, o școală mixtă cu 55 de elevi, o moară de aburi și una de apă, iar principalii proprietari erau moștenitorii lui I. Marghiloman. La acea vreme, pe teritoriul actual al comunei, mai funcționa în aceeași plasă și comuna Hodivoaia, formată din satele Hodivoaia și Vieri, cu 1464 de locuitori, două biserici (una în fiecare sat), o școală mixtă cu 59 de elevi (toți băieți). Principalul proprietar de pământuri era Eforia Spitalelor Civile.
Anuarul Socec din 1925 consemnează comuna Putineiu drept reședință a plășii Dunărea, având în unicul ei sat 2500 de locuitori; iar comuna Hodivoaia în această plasă, având 2441 de locuitori în aceleași două sate. În 1931, satul Vieru s-a separat de comuna Hodivoaia, formând o comună de sine stătătoare.
În 1950, comunele Putineiu, Hodivoaia și Vieru au fost transferate raionului Giurgiu din regiunea București. În 1968, au trecut la județul Ilfov, iar comunele Hodivoaia și Vieru au fost desființate, satele lor trecând la comuna Putineiu. În 1981, o reorganizare administrativă regională a dus la transferarea comunei la județul Giurgiu.

## Monumente istorice
Două obiective din comuna Putineiu sunt incluse în lista monumentelor istorice din județul Giurgiu ca monumente de interes local, ambele clasificate ca monumente de arhitectură: biserica „Sfântul Nicolae” (1880) din sud-vestul satului Hodivoaia; și biserica „Sfântul Ioan Botezătorul” (1835, refăcută în 1879) din sud-vestul satului Putineiu.